# Frkanovec
Frkanovec is een plaats in de gemeente Sveti Juraj na Bregu in de Kroatische provincie Međimurje. De plaats telt 328 inwoners (2001).